# Schronisko PTTK Szyndzielnia

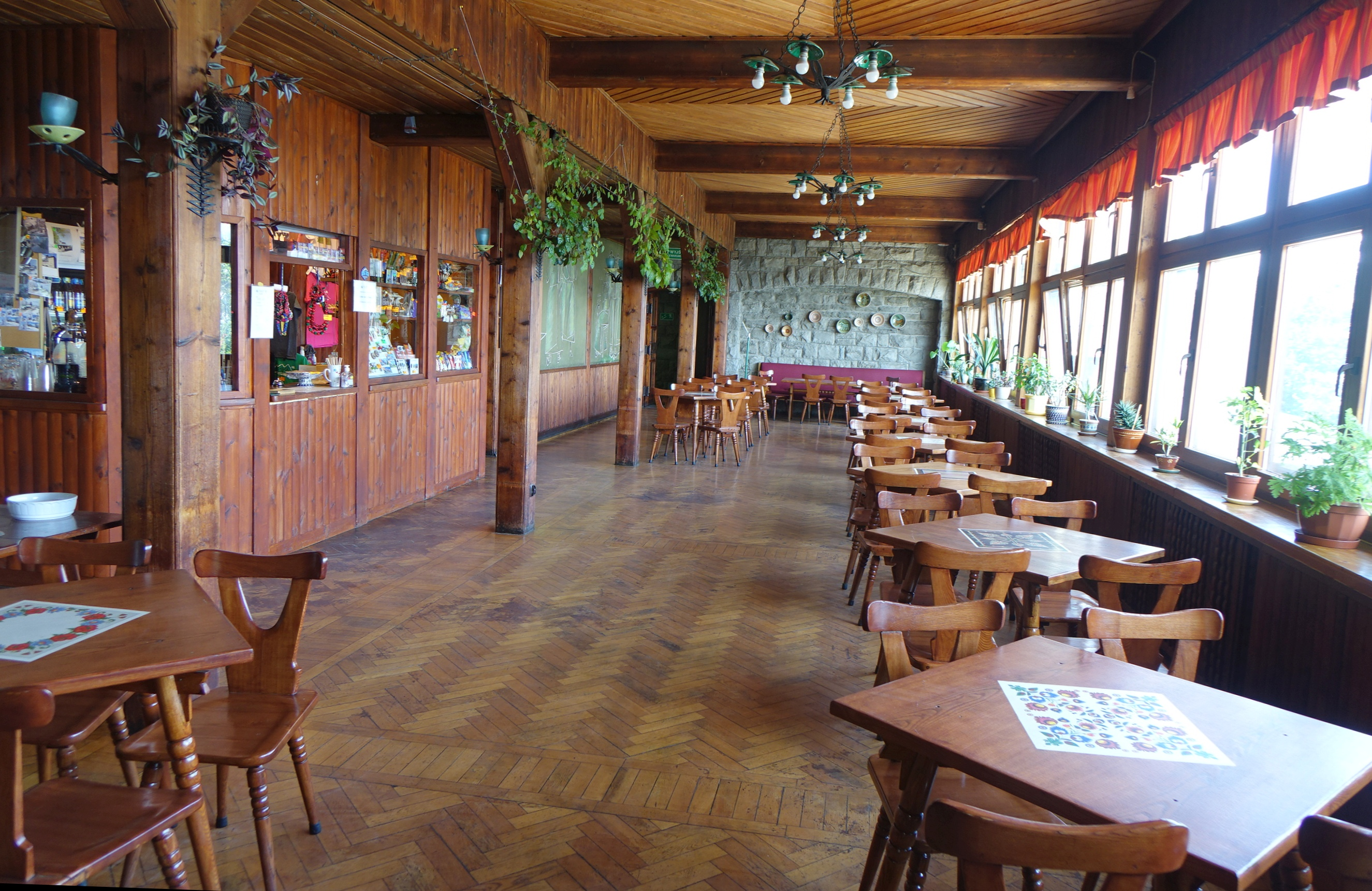
Jadalnia

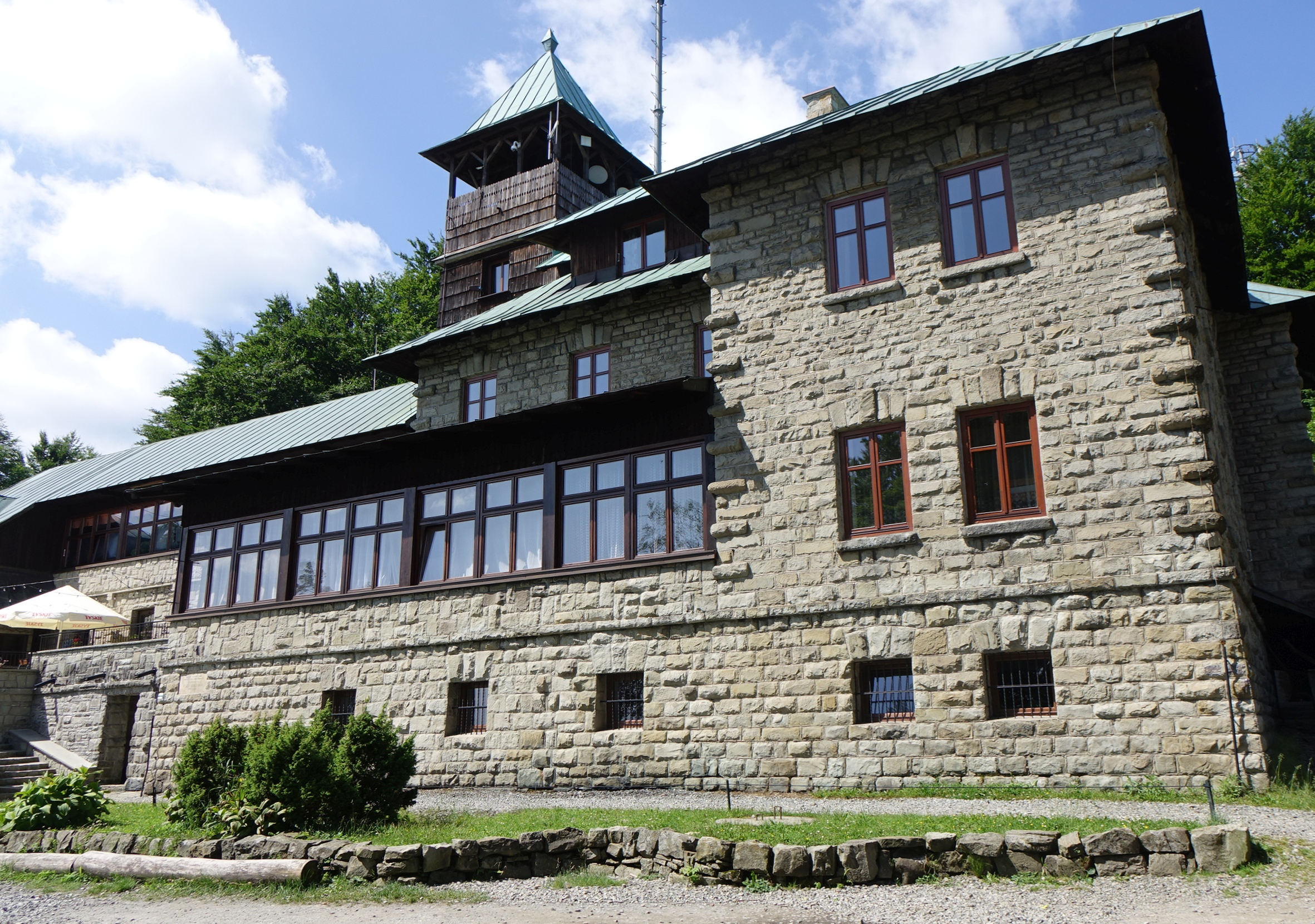

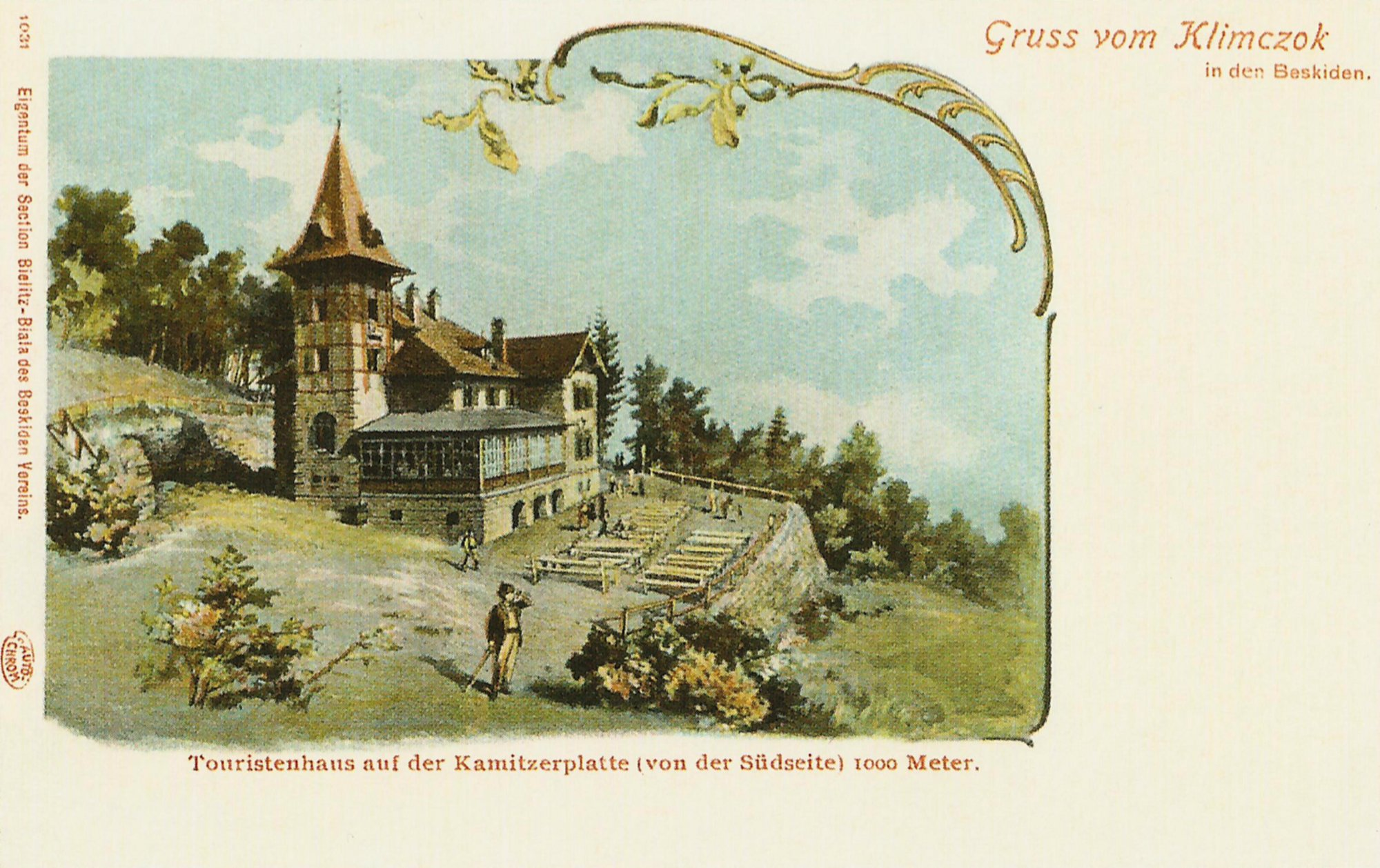
Schronisko na pocztówce z początku XX wieku

Schronisko PTTK Szyndzielnia (niem. Kamitzerplatte) – górskie schronisko turystyczne Polskiego Towarzystwa Turystyczno-Krajoznawczego pod szczytem Szyndzielni, w północno-wschodniej części Beskidu Śląskiego. Położone na wysokości 1001 m n.p.m. Pierwsze murowane schronisko w tym paśmie górskim, oddane do użytku w 1897.

## Historia
Decyzję o budowie schroniska na podjęła bielska sekcja niemieckiego Beskidenverein (Sektion Bielitz-Biala des Beskidenvereins) po pożarze schroniska „Klementynówka” nieopodal Klimczoka. Budowę rozpoczęto w 1896, a zakończono w lipcu 1897. Schronisko zbudowane zostało według projektu miejscowego działacza Beskidenvereinu, Wilhelma Schlesingera, przez firmę bielskiego architekta Karola Korna w mieszanej konstrukcji murowano-drewnianej. Na wzór schronisk alpejskich posiadało charakterystyczną wieżyczkę w której umieszczano dzwon, a w nocy stawiano zapalone światło.
Schronisko poświęcono 17, a uroczyście otwarto i oddano do użytku 18 lipca 1897. W 1907, z okazji dziesięciolecia schroniska, jego dzierżawca – Weinhold, wybudował, pełniący rolę dodatkowego schronu, drewniany szwajcarski domek. Zainstalowano także sygnaturkę na dachu domku, która dźwiękiem wskazywała turystom drogę w czasie trudnych warunków atmosferycznych. W pokoju na wieży mieściła się stacja meteorologiczna, a na parterze winiarnia. W 1911 wybudowano wodociąg do schroniska. W pobliżu obiektu w 1923 wzniesiono niewielką skocznię narciarską.
Na początku posiadało 8 pokoi noclegowych z mogących pomieścić od 2 do 4 osób oraz dużą salę zbiorową, a także rozbudowane zaplecze gastronomiczne. Stałymi mieszkańcami byli gospodarz oraz restaurator.
W pierwszych latach funkcjonowania frekwencja kształtowała się następująco:
- 1897 – 2894 osoby
- 1900 – 5381 osób
- 1905 – 6735 osób
- 1909 – 6175 osób[4]

W czasie II wojny światowej obiekt służył głównie różnym celom paramilitarnym, m.in. odbywały się tu obozy organizacji Hitlerjugend. W 1940 Beskidenverein otrzymał na własność parcelę, na której stał budynek. Wkrótce też doprowadzono do niego istniejącą do dziś leśną drogę z Dębowca. Ostatnim niemieckim gospodarzem był Eugen Kutschera, który został wcielony do armii niemieckiej. Później schroniskiem zarządzała jego żona – Karolina. Z końcem 1944 budynek został zajęty przez Wehrmacht i włączony w linię obrony miasta. W obliczu zbliżającego się frontu i otoczenia przez Armię Czerwoną, Karolina Kutscherowa wraz z dziećmi uciekła górami w stronę Skoczowa. Na początku lutego 1945 budynek został kilkakrotnie trafiony radzieckimi pociskami artyleryjskimi: jeden z nich przebił dach i eksplodował w kuchni, inny zniszczył klatkę schodową, a pozostałe zdemolowały charakterystyczną wieżyczkę. Po ustąpieniu wojska niemieckiego niezniszczone jeszcze wyposażenie zostało rozkradzione.
Po II wojnie światowej na terenie Bielska i Białej już 18 lutego 1945 reaktywowane zostały przedwojenne oddziały Polskiego Towarzystwa Tatrzańskiego w tych miastach – już jako wspólny Oddział Bielsko-Bialski. Już następnego dnia miejscowe władze upoważniły przedwojennych działaczy PTT Tomasza Wróbla i Władysława Zajączka do przejęcia i zabezpieczenia majątku Beskidenvereinu oraz innych niemieckich związków turystycznych i narciarskich. Po prowizorycznym remoncie i niezbędnych naprawach, 22 lipca 1945 schronisko ponownie oddano do użytku, a jego pierwszą polską kierowniczką została Anna Maciejna. W latach 1954–1957 przeprowadzono rozbudowę według projektu architektów Krystyny Tołłoczko-Różyskiej i Wandy Gengi. Dobudowano od południowo-wschodniej strony nowe skrzydło gastronomiczno-gospodarcze i przebudowano wieżę.
8 października 1985 około godziny 8 rano w schronisku wybuchł pożar – zapaliła się część krytego gontem dachu, w rejonie wieży. Straż pożarna walczyła z ogniem blisko 3 godziny. Całkowicie spłonął dach wieży, a także część dachu budynku głównego. Zniszczenia odbudowano, dach pokryto blachą.
Gospodarzami obiektu po 1945 byli m.in.: Anna Maciejna, Alfreda Kosmala, Bronisław Jarosz z siostrą, Andrzej Kamiński, Jadwiga i Czesław Zontek (1969-2000) oraz Aniela i Janusz Szeja.

## Warunki pobytu
- 49 miejsc noclegowych w pokojach 2, 3, 4, 6, 8 i 10-osobowych
- stała dyżurka GOPR

Obok schroniska znajduje się alpinarium, założone w 1906 przez bielskiego muzealnika i przyrodnika Eduarda Schnacka.

## Szlaki turystyczne
ok. 2:00 godz. (powrót 2:30 godz.) – Olszówka Dolna
 ok. 0:45 godz. (powrót 0:45 godz.) – Klimczok
 ok. 1:30 godz. (powrót 2:00 godz.) – Olszówka Górna
 ok. 1:30 godz. (powrót 2:00 godz.) – Olszówka Górna
 ok. 0:45 godz. (powrót 0:45 godz.) – Kowiorek (Siodło pod Klimczokiem)